# Fusell Dreyse
El fusell Dreyse va ser el primer model de fusell de forrellat («d'agulla») adoptat per a ús militar. Suposava un gran millora respecte als anteriors dissenys d'avantcàrrega. Fou adoptat per l'exèrcit de Prússia l'any 1848 i va suposar un gran avantatge tècnic que col·laborà en les victòries dels prussians en les guerres contra danesos i austríacs de la dècada de 1860.

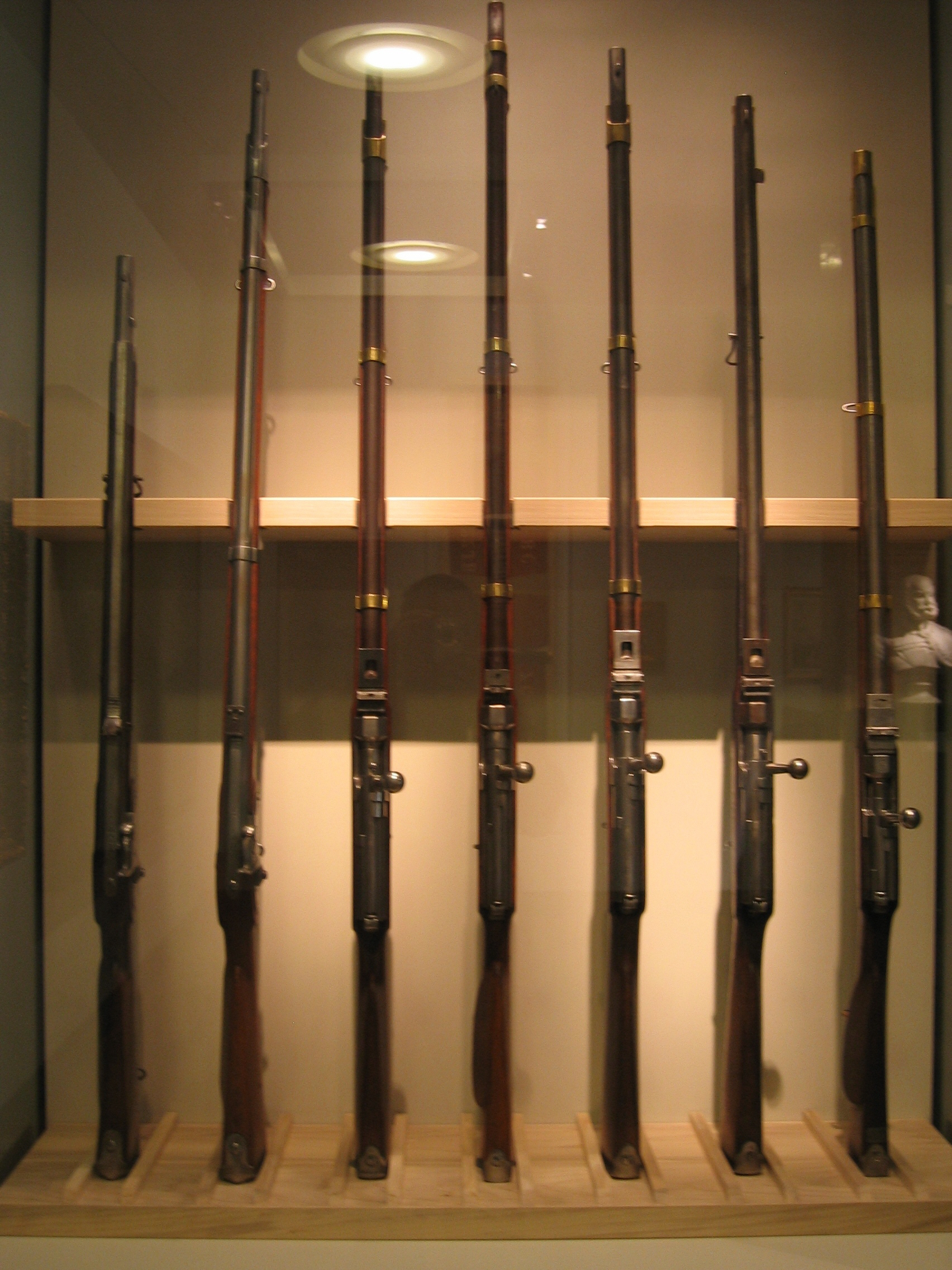
Fusells Dreyse. El tercer des de l'esquerra és el model original, els altres són desenvolupaments posteriors.

## Desenvolupament
Johann Nikolaus Dreyse (1787-1867) va començar a desenvolupar un sistema de retrocàrrega, basat en un disseny fet anys abans per Jean Samuel Pauly, i després de múltiples experiments, va concloure el disseny del seu nou fusell el 1836. Consistia en un fusell de forrellat, la característica més destacada era una llarga agulla percutora que estava situada a l'interior d'aquest, d'aquí el nom d'aquest sistema d'arma.
Una altra característica era el seu cartutx, que integrava tots els elements que en les armes d'avantcàrrega estaven separats: encebador, càrrega de pólvora i projectil.
L'any 1841 Dreyse oferí aquest nou disseny a Prússia, que la provà en secret i l'adoptà definitivament el 1848. Els soldats prussians, armats ja amb els fusells Dreyse, van combatre contra Dinamarca, en la guerra dels Ducats el 1864, i a la guerra Austroprussiana de 1866 contra Àustria. Això suposà un clar avantatge en el camp de batalla. Per exemple a la batalla de Sadowa, el 3 de juliol de 1866, els soldats prussians armats amb aquest fusell es van enfrontar contra els austríacs, armats amb el fusell d'avantcàrrega Lorenz, en un combat que va durar 8 hores. Finalment, els prussians van guanyar la batalla causant nombroses pèrdues a l'enemic, gràcies al poder de foc que els brindava el fusell Dreyse.

## Funcionament

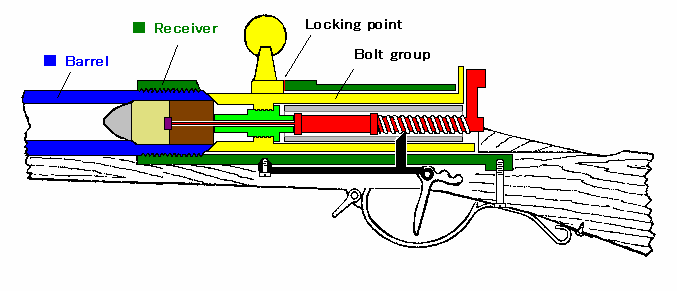
Diagrama

El Dreyse era bàsicament un fusell de forrellat accionat manualment, que al seu interior allotjava una llarga agulla percutora i el ressort o molla que la impulsava. En obrir el forrellat i accionar-lo cap enrere, es comprimia el ressort i es podia introduir un cartutx en la recambra, quedant l'agulla i el ressort retinguts.
En tancar el forrellat, aquest quedava bloquejat i l'obturació es realitzava mitjançant dues peces còniques que s'encastaven una dins l'altra. Quan s'oprimia el disparador, l'agulla era alliberada, impulsada pel ressort, amb la força suficient per traspassar el cartutx i colpejar el fulminant, encenent-lo.
Aquest sistema de tancament tenia l'avantatge de permetre la retrocàrrega, és a dir, que es podia carregar des del darrere en comptes de per la boca del canó, i amb els components del tret (projectil, encebador,i càrrega de pólvora) acoblats en una unitat o cartutx, no separats, el que permetia una gran rapidesa de tir: entre 7 i 10 trets per minut durant els primers moments, cosa que li donava una potència de foc molt alta en comparació amb altres fusells contemporanis. Però, després d'uns quants trets, la recambra acumulava tal quantitat de residus produïts per la combustió del cartutx, que dificultaven el tancament i l'obertura del forrellat i feien disminuir notablement la cadència de tir.

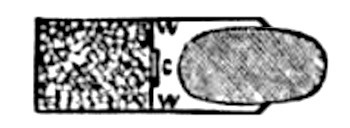
Un diagrama d’un cartutx d’agulla, que mostra l'encebador (C), el cartutx de paper, i la bala en forma de gla.

La munició d'aquest fusell era singular. El pistó o càpsula fulminant anava situat a la part posterior del projectil que, al seu torn, estava contingut en un tac de cartró (que era el que premia les estries de l'ànima del canó) i tenia forma d'ovoide. Després venia la càrrega de pólvora, de manera que l'agulla percussora havia de ser fina i llarga per travessar-la i poder incidir en el pistó; per això aquesta arma s'anomenava també "fusell d'agulla".
El Dreyse tenia un canó d'ànima estriada, que li donava una excel·lent precisió.
Encara que el disseny era summament enginyós, presentava una sèrie de dificultats pràctiques: en cremar-se la càrrega de pólvora directament a la recambra, sense cap mecanisme que l'obturés i la protegís, als pocs trets s'omplia de residus de la combustió que dificultaven la introducció de nous cartutxos. Aquest problema podia fer difícil de tancar de nou el forrellat a mà: en combat els soldats arribaven a ajudar-se d'elements externs com una pedra. D'altra banda, la manca d'obturació de la recambra feia que se n'escapessin partícules incandescents de pólvora cap a la cara del tirador, amb els problemes evidents que podria comportar. A més l'agulla, en haver de romandre entre la càrrega de pólvora mentre aquesta es cremava, es corroïa i trencava amb molta freqüència i facilitat.

## Característiques
- Longitud total: 142,5 cm
- Calibre: 15,43 mm
- Pes sense baioneta: 4,980 kg
- Pes amb baioneta: 5,336 kg
- Longitud de la baioneta: 559 mm
- Longitud del canó: 907 mm de ferro forjat
- Cadència: entre 7 i 10 trets per minut
- Velocitat inicial: 295-305 m/s
- Abast màxim: 600 m

## El cartutx

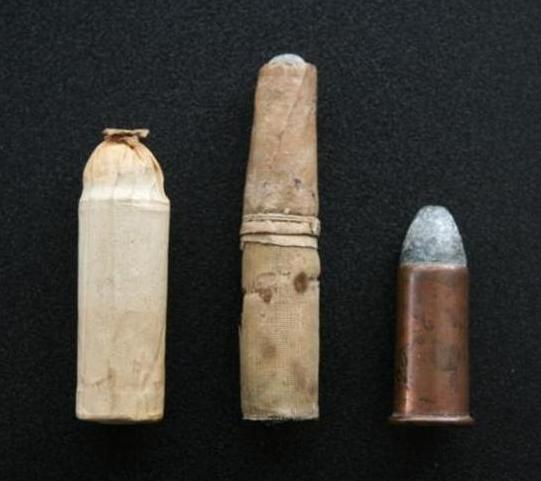
Cartutx Dreyse a l'esquerra

El cartutx integrava tots els elements del tret (pólvora, bala i fulminant) en una sola unitat, però en un ordre molt particular: la càpsula fulminant (o pistó) anava situada "darrere del projectil" (que al seu torn estava contingut dins d'un tac de cartró) i "davant de la càrrega de pólvora", és a dir entre ambdós, de forma que calia que el percutor travessés la càrrega de pólvora per encendre'l. Aquest cartutx, armat artesanalment, era de paper i es cremava a la recambra, de manera que també se'l coneix com a "cartutx combustible".
Característiques del cartutx
- Diàmetre: 16 mm
- Pes total: 38,5 g
- Pes de la càrrega: 4,85 g pólvora negra (75 grains)
- Pes de la bala: 31 g (478 grains)
- Longitud total: 6 cm aprox.

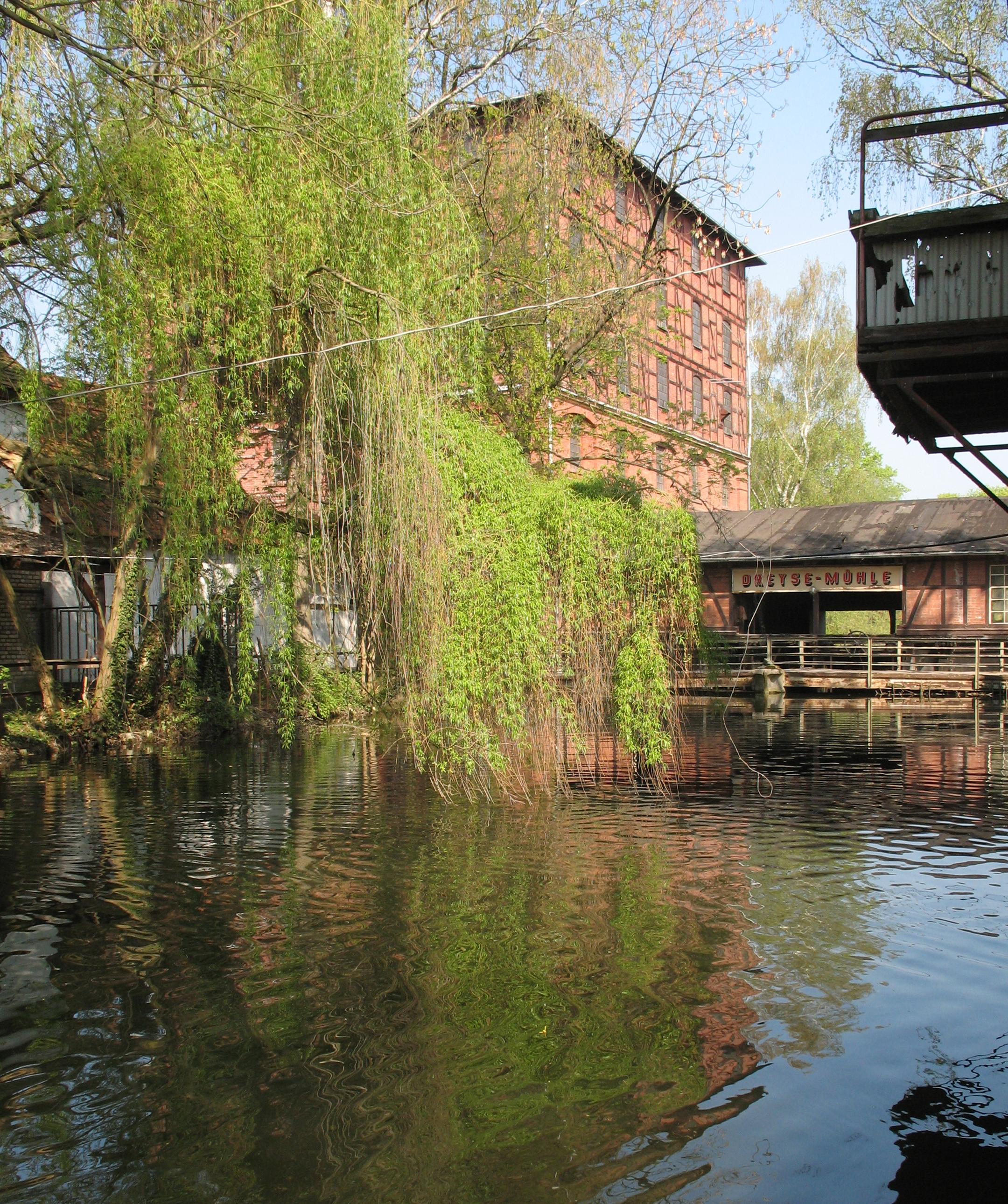
Molí Dreyse a Sömmerda
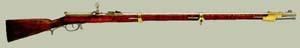
Dreyse Zündnadelgewehr/Prussian Model prussià 1841
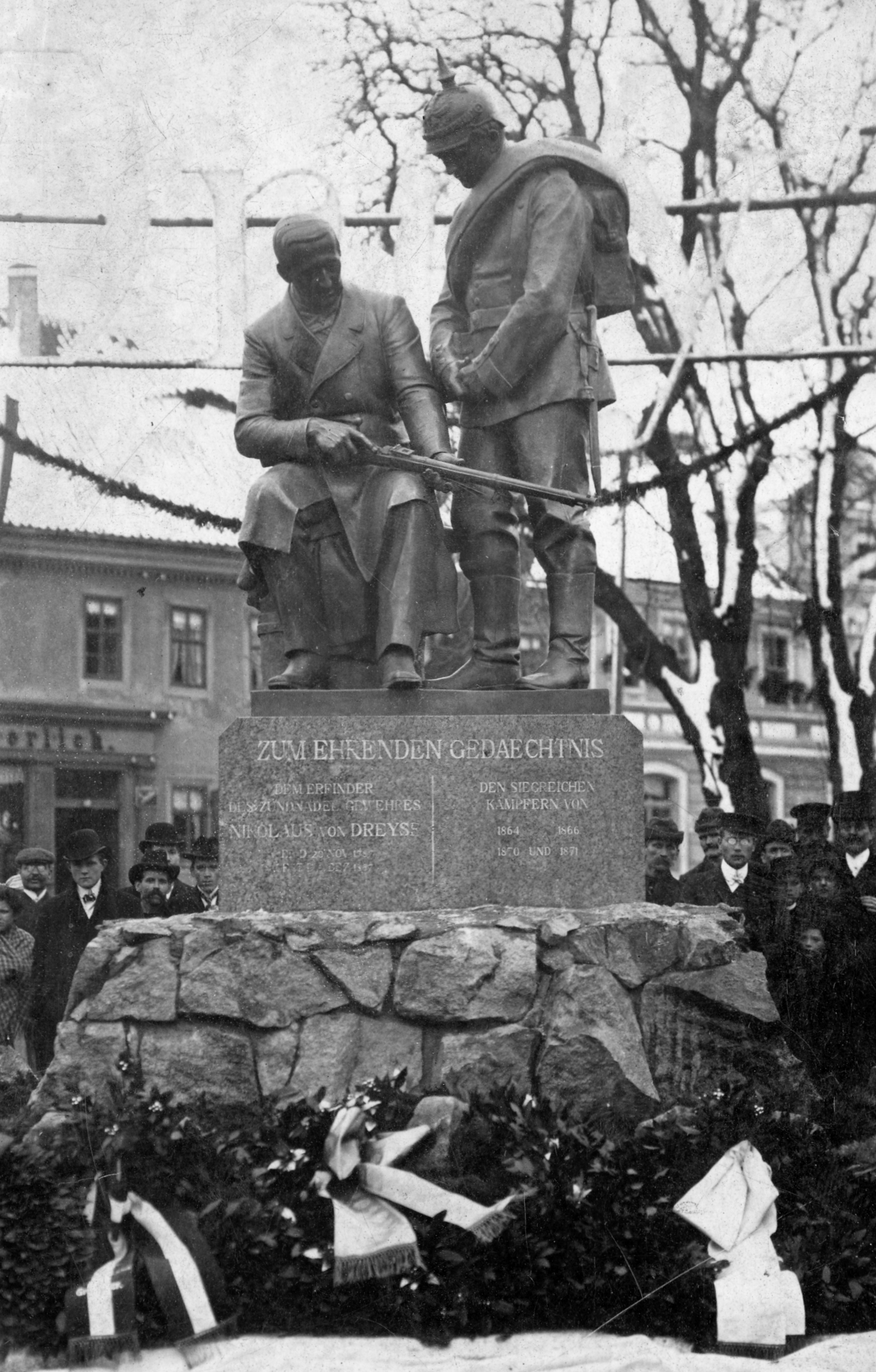
Dreyse Memorial a Sömmerda, 1909